# Salix rockii
Salix rockii är en videväxtart som beskrevs av Goerz, Alfred Rehder och Kobuski. Salix rockii ingår i släktet viden, och familjen videväxter. Inga underarter finns listade i Catalogue of Life.